# Sorianello
Sorianello ist eine italienische Stadt in der Provinz Vibo Valentia in Kalabrien mit 1091 Einwohnern (Stand 31. Dezember 2023).

## Lage und Daten
Sorianello liegt 21 km südöstlich von Vibo Valentia am Hang der Serre. Der Ort gehört der Bergkommune Comunità Montana dell’Alto Mesima an. Die Nachbargemeinden sind Gerocarne, Pizzoni, Simbario, Soriano Calabro, Spadola.

## Sehenswürdigkeiten
Sehenswert ist die Ruine einer mittelalterlichen Burg. In der Kirche S. Maria del Soccorso befinden sich Altare aus dem 17. Jahrhundert. In der Kirche S. Giovanni steht eine Statue aus Holz aus dem 16. – 17. Jahrhundert.